# Wolfgang Sartorius von Waltershausen
Wolfgang Sartorius von Waltershausen, född 17 december 1809 i Göttingen, död där 16 mars 1876, var en tysk friherre och geolog. Han var son till Georg Friedrich Sartorius och far till August Sartorius von Waltershausen.
Sartorius von Waltershausen verkade som professor och direktör för den mineralogisk-paleontologiska samlingen i Göttingen. Han sysselsatte sig företrädesvis med undersökning av de vulkaniska företeelserna, särskilt vad gäller Etna, och bedrev omfattande forskning om istiden. Hans viktigaste arbete är Atlas des Ätna (1848-61), med detaljerade geognostiska och topografiska kartor.

## Övriga skrifter (i urval)
- Die submarinen vulkanischen Ausbruche in der Tertiärformation des Val di Noto (1846)
- Physisch-geographische Skizze von Island (1847)
- Geologischer Atlas von Island (1853)
- Die vulkanischen Gesteine in Sizilien und Island und ihre submarine Umbildung (1853)
- Untersuchungen über die Klimate der Gegenwart und Vorwelt (1865)